# Doleschallia antimia
Doleschallia antimia är en fjärilsart som beskrevs av Hans Fruhstorfer 1912. Doleschallia antimia ingår i släktet Doleschallia och familjen praktfjärilar. Inga underarter finns listade i Catalogue of Life.